# مكبس هيدروليكي

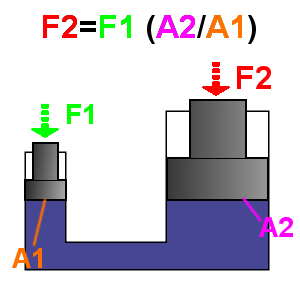
زيادة القوة الهيدروليكية

المكبس الهيدروليكى هو آلة كبس باستخدام إسطوانة هيدروليكية لتوليد قوة ضغط. إنه يستخدم المكافئ الهيدرولكى للعتلة الميكانيكية، يعُرف كذلك باسم مكبس بريمه نسبة إلى المخترع الإنجليزى جوزيف بريمه. اخترع بريمه المكبس وحصل على براءة اختراع له في عام 1795 . بينما كان بريمه يركب الات التواليت (هو مشهور أيضا لتطوير سيفون التواليت، درس حركة السؤائل واستغل كل هذه المعرفة لتطوير المكبس.

## المبدأ العلمي
يعتمد المكبس الهيدروليكى على قاعدة باسكال: إن الضغط خلال نظام مغلق ثابت. الجزء الأول من هذا النظام هو عبارة عن مكبس يعمل كمضخة مع قوة ميكانيكية بسيطة تؤثر على مساحة سطح صغيرة; والجزء الآخر هو عبارة عن مكبس مساحة سطحه أكبر من الآخر مما يؤدى إلى توليد قوة ميكانيكية كبيرة. إذا فصلت المضخة عن انبوبة الكبس يكون من الضرورى استعمال انابيب صغيرة القطر.
قاعدة باسكال: الضغط على سائل في اناء مغلق ينتقل بتمامه خلال جزيئات السائل وجدران الإناء الحاوى له.
يتم استخدام سائل مثل الزيت حيث تتم إزاحته عندما يتحرك أحد المبكسين إلى الداخل. المكبس الاصغر، لمسافة معينة من الحركة، يزيح مقدار اصغر حجما من المكبس الأكبر، والذي يتناسب مع نسبة مساحات سطح المكبسين. لذا، يجب ان يتحرك المكبس الاصغر لمسافات كبيرة حتى يتحرك المكبس الأكبر بشكل ملحوظ. المسافة التي سيتحركها المكبس الكبير هي المسافة التي يتحركها المكبس الصغير مقسومة على نسبة مساحات سطح المكبسين. وهنا يتضح كيف حٌفظت الطاقة في صورة شغل بما يحقق مبدأ بقاء الطاقة. الشغل هو القوة المؤثرة في المسافة، وبما ان القوة تزداد عند المكبس الأكبر، المسافة إلى تؤثر فيها القوة يجب ان تنخفض.

## تطبيقات
يستخدم المكبس الهيدروليكى بشكل شائع في الطرق واللى والصب والتقطيع وتشكيل المعادن.